# Maria Vérone
Maria Vérone (París, 20 de junio de 1874 - París, 4 de mayo de 1938)  fue una abogada, periodista, militante socialista, librepensadora y feminista francesa. Fue colaboradora de L'Aurore bajo el seudónimo de "Thémis",  La Paix, "La Presse associée", la "Bataille syndicaliste" y del periódico feminista "La Fronde". Presidió la Liga Francesa por el Derecho de las Mujeres durante dos décadas desde 1918 hasta su muerte en 1938. 

## Biografía
Nació en el Distrito II de París París  el 20 de junio de 1874 era hija de Gustave Vérone y Marie Carpentier. Su padre, jefe de contabilidad, un hombre izquierdas, fue uno de los fundadores de La Libre Pensée française. Criado en el seminario pero nunca ordenado sacerdote, se volvió ferozmente anticlerical. Su madre era del norte y su abuela materna era una señorita Drouet, de origen de la Lorena y relacionada con Jean-Baptiste Drouet, jefe de correos en Sainte-Menehould, quien arrestó a Louis XVI en Varennes. 
Maria Vérone realizó estudios primarios y posteriormente ingresó en la escuela primaria superior Sophie Germain en París, donde fue admitida en la Escuela Normal de Estudios Elementales del Sena. Como el internado es obligatorio, se niega a ingresar y se convierte en tutora privada dando clases particulares a  a Esther Dreyfus, hija de Alfred Dreyfus. 
Todavía muy joven, su padre la presentó a los círculos políticos que frecuentaba y fue así como en 1889, cuando tenía quince años, fue nombrada secretaria del Congreso de Libre Pensamiento francés. Recibe entonces en homenaje el regalo de un timbal plateado en el que puede leerse las siguientes palabras grabadas en metal: "Congreso del Libre Pensamiento de Francia, a la ciudadana Maria Vérona, secretaria del congreso 1889". Su padre murió al año siguiente. 
Posteriormente, Maria Vérona se convirtió en maestra auxiliar de París. Trabaja en la guardería en la rue Fessart 19e, bajo la dirección de Madame Frapié, cuyo esposo, Léon Frapié, es el autor del libro La Maternelle adaptado para cine más tarde. Simultáneamente se encarga de las Universidades Populares (de las cuales recibe a los veinte años una medalla de agradecimiento por su enseñanza), y milita en círculos socialistas. 
Esta actividad política desagrada a la administración de la educación nacional. Tiene prohibido dar conferencias. Maria Vérone responde que "fuera de las horas de clase su tiempo le pertenece"  y se va a dar una conferencia en Orleans. A su regreso, fue llamada por el inspector de educación primaria Bédoré, quien le anunció su despido.  
En marzo de 1900, se casó con el impresor Maurice Giès, de quien se divorció en 1907.  

### Redactora enLa Fronde
En 1897, Marguerite Durand creó el periódico feminista La Fronde, escrito y producido por mujeres. Maria Vérone entra como editora y secretaria editorial. Comienza el Caso Dreyfus y conoce entre los periodistas que cubren el caso al editor de la L'Aurore a Georges Lhermitte, quien se convierte en su segundo esposo en 1908. 
Pero a partir de este momento, participan en la elaboración de la ley de separación de la Iglesia y el Estado, que se adoptará en 1905, y en la Liga Francesa por el Derecho de las Mujeres, de la que fue presidenta de 1919 a 1938. 

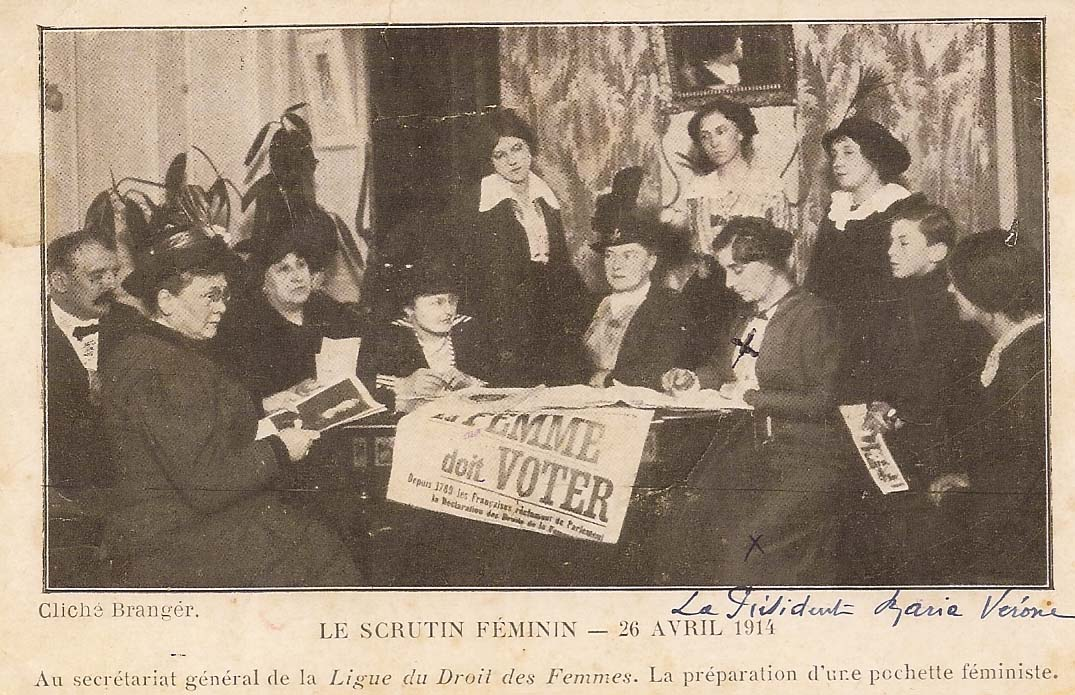
Una reunión de la Liga por los Derechos de la Mujer en 1914 con Maria Verona, presidenta

Militan en el Partido Socialista y la Liga Francesa para la Defensa de los Derechos Humanos y del Ciudadano. Georges Lhermitte será el presidente de la 9 Sección   París. La Fronde y L'Aurore desaparecen después del caso Dreyfus. Maria Verona, todavía periodista, se unió a La Bataille syndicaliste. 

### Trayectoria como abogada
En diciembre de 1900 se aprobó una ley que abrió la abogacía a las mujeres. Maria Verona, a los veintiocho años, comenzó a prepararse para el bachillerato. Armada con sus certificados básicos y superiores, aprende latín sola. Exenta de la segunda parte (filosofía) por haber pertenecido a la educación pública, comenzó su licenciatura en derecho y se convirtió en abogada en 1908. 
Vérone logró una considerable reputación como abogada activista en los primeros años de su carrera argumentando un caso de antimilitarismo (1907) y defendiendo el derecho de las mujeres a participar en las elecciones (1908). En este último caso Vérone apoyó el caso de Jeanne Laloë como candidata a la oficina municipal de París. Laloë fue presentada como un truco publicitario para el periódico, donde Vérone trabajaba como reportera. Pronto la campaña de Laloë se volvió políticamente importante ya que Vérone abogó por el derecho de las mujeres a presentarse a elecciones, a votar y usar la propiedad pública para las asambleas políticas. Al final, Vérone tuvo éxito al facilitar la primera campaña electoral de una candidata en la Francia del siglo XX.

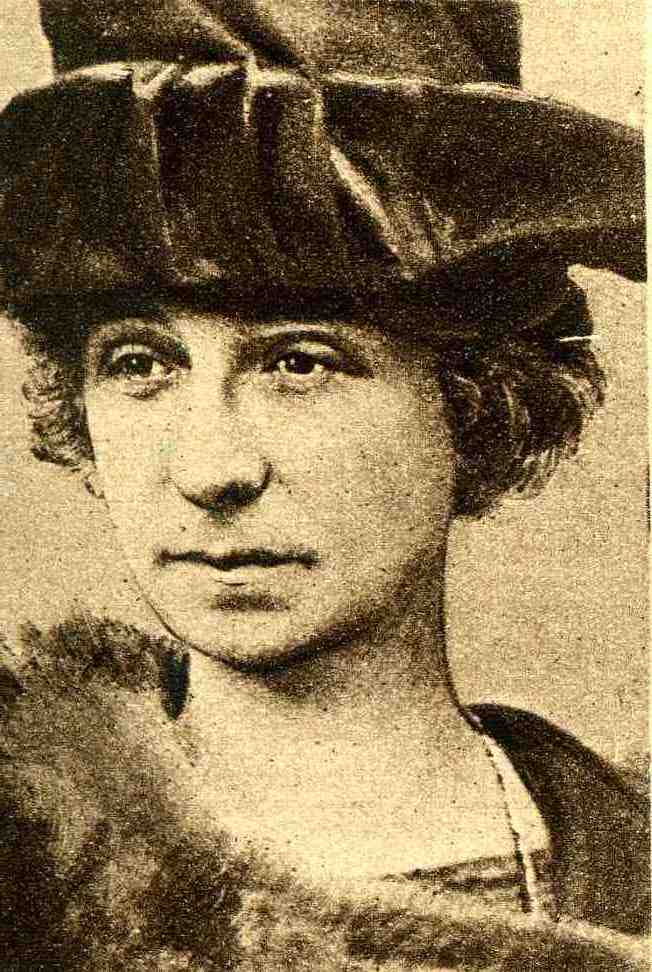
Maria Verona alrededor de 1919

Su vida, entonces, se dividió entre su carrera como abogada y como oradora socialista. Participó en la reunión de Pré Saint-Gervais contra la ley de tres años, donde habló junto a Jean Jaurès y se convirtió, hasta su muerte en 1938, en la punta de lanza y la abanderada del feminismo en Francia. Dirige toda su campaña con el lema "la mujer paga impuestos, la mujer debe votar". También es fundadora de la Unión de Abogados franceses.

### Sufragista y Presidenta de la Liga Francesa por el Derecho de las Mujeres
Vérone se incorpora a la influyente Liga Francesa por el Derecho de las Mujeres (LFDF) primero como secretaria general bajo la presidencia de la profesora y feminista Marie Bonnevial (1841-1918) y a su muerte en 1918 asume la presidencia de la organización durante dos décadas. Entre sus campañas más destacadas fue la creación de sistema juvenil de justicia en Francia. En el Comité Consultativo de la League of Nations Women. en los años 30 y realizó informes para crear una ley universal sobre derechos de las mujeres en el matrimonio.
Vérone defendió el derecho al voto, denunció la situación de las mujeres jóvenes y la situación de las madres solteras en mayor desventaja y falta de oportunidades.
En la primavera de 1924, reclaman el voto. Forman parte del grupo Mmes Airault, Aurel, Bertillon, Jacqueline Bertillon, Lita Besnard, Bousquet, Francia, Darget-Savarit, Léon Frapié, Camille Crespin du Gast, Suzanne Grinberg, Esther Lemaire-Crémieux, Marguerite Rochehrune, y Maria Vérone. Estas mujeres, artistas, periodistas, abogadas, médicas, exploradoras, lanzan un llamamiento a los votantes, exigiendo   :  "el derecho de aportar al país la ayuda de nuestro fervor para arreglar el medio de vivir. No se puede lograr vivir sin que el hombre y la mujer trabajen juntos"
Participa en las manifestaciones, por el derecho al voto de las mujeres, un artículo de prensa relata su arresto, en noviembre de 1928 y anuncia la querella de Vérone contra la policía.  Grupos de sufragistas se manifestaron el martes pasado, cerca del Senado y del bulevar Saint-Germain. En las cintas de los sombreros llevaban este lema: "¡La mujer debe votar!". El movimiento tuvo lugar muy pacíficamente. La policía, sin embargo, entró en pánico. Y, sin ninguna razón, una docena de sufragistas fueron llevadas al puesto de policía en la rue de Grenelle. Las mantuvieron allí durante cuatro horas y no fueron liberadas hasta alrededor de la medianoche. Una de ellas no era otra que la abogada Sra. Maria Vérone.
Su marido Georges Lhermitte le apoya en su lucha política y a su muerte en 1938, la sucede como presidente de la Liga Francesa por el Derecho de las Mujeres. En 1936, durante el Frente Popular, Léon Blum, a cargo del Presidente del Consejo, le ofreció un puesto como ministro. Pero, ya muy afectada por la enfermedad incurable que prevalecerá, ella rechaza la oferta de ser la primera ministra en Francia. 
Fue condecorada con la Legión de Honor en 1936. 

## Reconocimientos póstumos
- Guardería Maria-Vérona, Villebarou
- Plaza Maria Vérone, Paris